# 트렌티노알토아디제주
트렌티노-알토아디졔 주(이탈리아어: Trentino-Alto Adige, 독일어: Trentino-Südtirol 트렌티노-쥐트티롤[*])는 이탈리아 최북단에 있는 주이다. 주도는 트렌토이다. 면적 13,606km2, 인구 994,703명(2006년 기준). 오스트리아와 국경을 접하고 있으며 제1차 세계 대전 전에는 오스트리아-헝가리 제국에 속해 있었다가 이탈리아로 넘어왔다. 이로 인하여 한때 오스트리아와의 사이에 영토 분쟁이 일어나기도 했다. 오스트리아계 소수 민족이 많기 때문에 이탈리아어와 함께 독일어도 이 주에서는 공용어로 인정되어 사용되며 상당한 자치권이 부여되어 자치주로 지정되어 있다. 주의 명칭도 이탈리아어와 독일어가 별도로 지정되어 있으며 이탈리아어의 '알토아디졔'는 '아디졔 강 상류', 독일어의 '쥐트티롤'은 '남부 티롤'이라는 뜻이다.

## 인구
| 연도               | 인구      | ±%     |
| ------------------ | --------- | ------ |
| 1921               | 661,000   | —      |
| 1931               | 666,000   | +0.8%  |
| 1936               | 669,000   | +0.5%  |
| 1951               | 729,000   | +9.0%  |
| 1961               | 786,000   | +7.8%  |
| 1971               | 842,000   | +7.1%  |
| 1981               | 873,000   | +3.7%  |
| 1991               | 890,000   | +1.9%  |
| 2001               | 940,000   | +5.6%  |
| 2011               | 1,037,000 | +10.3% |
| 2019               | 1,072,276 | +3.4%  |
| Source: ISTAT 2011 |           |        |

## 같이 보기
- 티롤
- 트렌토도
- 볼차노도